# Соловьёв, Василий (судостроитель)
Соловьёв, Василий (около 1690 — после 1748) — судостроитель, мастер ластовых судов майорского ранга, разработчик чертежей и строитель маломерных судов на Охтенской, Галерной и Олонецкой верфях, построил Исаакиевский и другие наплавные мосты через Неву.

## Биография
В апреле 1717 года Василий Соловьёв был послан вместе с группой дворянских детей под руководством с поручиком Щепотьевым в Голландию для изучения постройки ластовых судов. После возвращения в Россию, 26 ноября 1725 года был пожалован в мастера ластовых судов с окладом по 25 рублей в месяц. Решением обер-сарваерской конторы Адмиралтейств-коллегии ему было приказано составить чертежи и на Охтенской верфи заложить два лоц-галиота. Лоц-галиот «Лоцман» был заложен в 1725 году и строился «государевыми работными людьми», был спущен на воду в июне 1726 года. Второй лоц-галиот «Штурман» был заложен в сентябре 1726 года и строился подрядом, на воду был спущен в июле 1727 году. В октябре 1726 года он получил заказ на постройку ещё четырёх ластовых судов на Охтенской верфи для перевозки из Санкт-Петербурга в Кронштадт корабельных лесов.
В декабре 1729 года Соловьёву было поручено разработать чертежи и строить мелководное судно. В основу проекта Соловьёв взял финский шхербот, увеличив размеры судна, переоборудовав палубы и каюты. Он составил чертёж и сделал полумодель шхербота (хранится в Центральном военно-морском музее в Санкт-Петербурге). По этому проекту в Казанском адмиралтействе строились 30 шхерботов для коммерческих целей на Каспийском море. В 1730 году судостроитель строил плоскодонное судно для переезда императрицы Анны Иоанновны от Новгорода в Санкт-Петербург.
15 марта 1731 года, в связи с тем, что многие, как русские, так и иноземные корабельные мастера на русской службе, уже находились в преклонном возрасте, Адмиралтейств-коллегия определила Василия Соловьёва в обучение к корабельному мастеру Осипу Наю для изучения корабельной архитектуры на примере постройки 66-пушечного линейного корабля «Слава России». Ною было обещана награда в 500 рублей, если Соловьёв после обучения будет представлен к рангу корабельного мастера. В июле 1731 года, без отрыва от обучения у О. Ная, Соловьёв приступил «с поспешанием» к постройке на Галерной верфи пакетбота «Меркуриус», который спустил на воду в сентябре 1732 года и сразу же заложил ещё один пакетбот «Новый курьер» (спущен на воду в мае 1733 года).
14 июня 1732 года был назначен членом комиссии по проверке счетов партикулярной верфи в Санкт-Петербурге и для проведения дел в должный порядок. 
17 октября 1732 года Соловьёв подал в коллегию чертёж флошхоутам (малой речное плоскодонное судно) для создания наплавного моста через Неву. Чертёж был составлен Соловьёвым вместе с мастером Фонгорном. По этому чертежу были построены на партикулярной верфи суда-основания моста. В 1733 году Соловьёв совместно с «лекарским помощником» Стекловым построил Исаакиевский наплавной мост через Неву. Два пролёта моста были сделаны разводными «дабы огромный новый спускаемый корабль не повредил мост или колебанием Невы, или могущим случиться ударом». В сентябре 1733 года коллегия поручила Соловьёву подготовить чертёж и сделать ещё один мост через Малую Неву с Васильевского на Петровский остров.
В июне 1732 года Соловьёв был зачислен в состав Второй Камчатской экспедиции. Ему было приказано «отыскать новопостроенному пакетботу чертёж и по нему немедленно составить смету „о лесах и прочем такелаже“». 2 октября смета «как лесам, так и материалам и инструментам» по чертежу, «учинённому мастером Соловьёвым», была готова для отправки в Охотск. 12 января 1733 года был подписан указ Адмиралтейств-коллегии о наборе морских и адмиралтейских служителей во Вторую Камчатскую экспедицию. Вместо мастера Соловьёва был зачислен ботового и шлюпочного дела мастер Андрей Иванович Кузьмин.
Весной 1734 года Соловьёв вместе с лейтенантом флота князем Степаном Мещерским строил наплавной мост через Неву с Адмиралтейского на Васильевский остров. 23 апреля 1735 года «за постройку ката и за прилежный в строении судов труд» в качестве вознаграждения получил на платье «гарнитур из английского сукна с принадлежащим убором». С 11 июля 1736 года Соловьёву был назначен годовой оклад в 400 рублей. 17 ноября того же года был пожалован в майорский ранг.
3 января 1740 года получил поручение от Адмиралтейств-коллегии на составление двух чертежей флейт на 200 ласт для их строительства в Архангельске и Олонце. В том же году был направлен на Олонецкую верфь для организации строительства ластовых судов. 13 марта 1747 года приступил к строительству яхты и шкоута для плавания по Ладожскому каналу. Занимался осмотром берегов реки Свирь, 4 апреля 1748 года рапортовал в Санкт-Петербург, что «на Свири место для постройки годное, леса от верфи растут не далее 10 вёрст, а работники живут в 3-5 верстах».